# ویونس
ویونس (به فرانسوی: Veaunes) یک کامین در فرانسه است که در Canton of Tain-l'Hermitage واقع شده‌است.

## خصوصیات
ویونس ۴٫۱۹ کیلومترمربع مساحت و ۲۷۱ نفر جمعیت دارد و ۲۶۳ متر بالاتر از سطح دریا واقع شده‌است.